# Nicolas de Bonneville
Pour les articles homonymes, voir Bonneville.

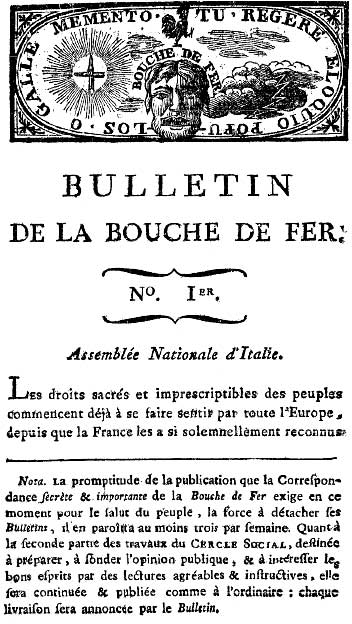
Première de la Bouche de fer

Nicolas de Bonneville, né le 13 mars 1760 à Évreux et mort le 9 novembre 1828 à Paris, est un libraire-imprimeur, journaliste, écrivain et franc-maçon français. Voyageur cosmopolite, polyglotte, il est le représentant d'une frange de la maçonnerie ouvertes aux idées républicaines à la fin du XVIIIe siècle. Démocrate convaincu, il joue une rôle d'organisateur dès les débuts de la Révolution. Penseur original, anticlérical,  ses écrits témoignent d'un panthéisme mêlé à l'illuminisme. 

## Biographie
Il est le fils de Pierre-Jean de Bonneville, procureur aux sièges royaux d'Evreux, et de Marie Marguerite Belin.
Nicolas de Bonneville doit quitter, en première année de philosophie, Évreux pour Paris après avoir suscité un scandale en refusant de soutenir dans sa thèse que Jean-Jacques Rousseau était athée. Il se met, comme son compatriote Pierre-Louis Siret, à l’étude des langues et s’intéresse à la philologie. Il était d’ailleurs lié, sans pourtant en partager les conceptions, à Jacques Le Brigant. Il effectue des traductions de l’allemand et de l’anglais que lui procure D’Alembert qui devait le protéger jusqu’à sa mort. Il traduit notamment l’Essay on the origins of freemasonry de Thomas Paine, avec lequel il noua par la suite une amitié. Il compose à cette époque des vers et des imitations de la Bible.
Initié à la franc-maçonnerie en 1786 lors d’un séjour en Angleterre, il produit deux ouvrages sur la question, y compris Les Jésuites chassés de la maçonnerie, et leur poignard brisé par les maçons en 1788, où il accuse les Jésuites d’avoir introduit dans la franc-maçonnerie la vie et la mort des Templiers, la doctrine de la vengeance pour le crime politique et religieux de leur destruction dans les degrés symboliques et les quatre vœux de leur congrégation dans les degrés supérieurs.
Lors de son voyage à Paris en 1787, Johann Joachim Christoph Bode, chef de fait des Illuminés de Bavière, fait de lui un disciple enthousiaste de ses idées « éclairées » .
À la veille de la convocation des États généraux, il se lance avec passion dans la politique faisant paraître un journal, Le Tribun du peuple. Il propose la création d’une milice bourgeoise. Pendant la Révolution, il est parmi les premiers à proposer de prendre la Bastille. Une fois celle-ci tombée, le maire de Paris Bailly, qui a loué à cette occasion sa conduite « zélée et courageuse » mais « pas prudente », lui délivre un brevet de lieutenant-colonel en le chargeant d’assurer le service du ravitaillement de la ville de Paris par la Seine depuis Rouen. Les volontaires de Rouen le mirent à leur tête avec le grade de lieutenant-général. Il devient, à la fureur de Jean-Paul Marat qui ambitionnait la place, président du district des Carmes.
Le 13 octobre 1790, il fonde, avec l’abbé Fauchet, le Cercle social dont le but est de rallier le genre humain à « cette doctrine de l’amour qui est la religion du bonheur ». Les rapports du Cercle social seront publiés dans le journal La Bouche de fer , un des organes avancés de la presse patriotique au moment de la fuite du roi. Son titre lui vient d’une bouche de fer, destinée à recueillir les plaintes des mécontents, installée à l’entrée de son imprimerie. C'est dans celle-ci que devaient être imprimés Le Tribun du peuple (1789), La Chronique du mois et Le Bien informé. Il aura, outre l’abbé Fauchet, Louis-Sébastien Mercier, Nicolas de Condorcet, et Thomas Paine comme collaborateurs. Le premier à avoir tutoyé le roi dans une lettre où il l’appelait « mon père », Nicolas de Bonneville demande la liberté de la presse, l’abolition du culte catholique, le partage des terres. Il fonda en 1791 une Société républicaine dont furent Nicolas de Condorcet et Manon Roland. Il était également ami de Louis-Claude de Saint-Martin, dont il se présentait comme le meilleur disciple,.
Se faisant une très haute idée du rôle social de l’écrivain, il a, dans son ouvrage De l’esprit des religions, publié en 1791, cherché à résoudre la question du bonheur social en proposant une religion universelle qui aurait les philosophes et les savants pour prêtres. À la suite du départ de l’abbé Fauchet, il est le principal animateur de la Confédération universelle des « Amis de la Vérité » dont il publie les travaux dans La Bouche de fer. Il est défendu un programme démocrate et social, qui réclame entre autres le suffrage universel. Il doit cesser sa publication au lendemain de la fusillade du Champ-de-Mars, le 17 juillet 1791, avec la répression de la campagne de pétitions républicaines.
Il ne parvient à se faire élire ni à l’Assemblée législative ni à la Convention. Hostile à la violence sanguinaire, sa dénonciation des massacres de Septembre 1792 dans La Chronique du mois, organe du ministre de l’Intérieur Roland lui vaut les attaques de Marat qui le dénonce comme aristocrate. Sa prise de parti en faveur des Girondins lui vaut de partager leur arrestation, mais pas leur sort, la chute de Maximilien de Robespierre le rendant à la liberté.
Il se retire ensuite quelque temps à Évreux. En 1800, Thomas Paine, qui logeait chez lui depuis 1797, le charge de traduire son Pacte maritime. L’avènement de Napoléon lui vaudra de nouveaux ennuis. Pour avoir caché le royaliste Antoine Joseph Barruel-Beauvert, qui était resté chez lui comme correcteur d’épreuves, proscrit après le coup d’État du 18 fructidor an V (4 septembre 1797), ce cœur généreux, dépeint par Charles Nodier comme « l’hôte assidu de tous les malheureux de tous les partis », éveilla les soupçons des autorités. Il est emprisonné pour avoir comparé, dans Le Bien informé du 19 brumaire an VIII Napoléon Bonaparte à Cromwell et, bien que libéré assez rapidement, il voit ses presses confisquées. Ruiné, il se réfugie chez son père à Évreux, toujours sous surveillance policière.
En 1802, Thomas Paine recueille aux États-Unis sa femme, Marguerite Brazier (1767-1846), et ses trois fils, Benjamin (dit Bebia), Louis et Thomas, dont il est le parrain. C’est elle qui prendra soin de lui sur la fin de sa vie et le fera enterrer à sa mort, survenue le 8 juin 1809. La chute de Napoléon permit enfin à Bonneville d’aller rejoindre sa femme aux États-Unis où il restera quatre ans avant de revenir à Paris, où il gagne sa vie en tenant un petit commerce de livres dans le Quartier latin de Paris. Dans les dernières années de sa vie il sombre dans la misère et la folie, tenant des propos de moins en moins cohérents sur le bonheur du genre humain. Ses frais d’enterrement furent payés grâce à une cotisation de Charles Nodier, Victor Hugo et Alfred de Vigny. Son fils Benjamin fit une carrière dans l’armée américaine, qu’il acheva avec le grade de général de brigade ; sa vie a fait l’objet d’un ouvrage de Washington Irving, Adventures of Captain Bonneville.
Bonneville a joué un rôle capital dans l’avènement du romantisme. Ses propres écrits, ainsi que son inspiration, font de lui un incontournable précurseur de ce mouvement littéraire. Ses traductions de l’allemand (Goethe, Lessing, Schiller), ont également contribué à familiariser les poètes français avec le théâtre allemand.

## Publications
- Choix de petits romans imités de l'allemand, suivis de quelques essais de poésie lyrique, Paris, Théophile Barrois, 1786 ;
- Lettre de Nicolas de Bonneville, avocat au Parlement de Paris, à Mr. le Marquis de Condorcet, Londres, J. Rovinson, 1976, 1787 ;
- La maçonnerie écossaise, Nîmes : C. Lacour, 1788, 1998 ;
- Les Jésuites chassés de la maçonnerie, et leur poignard brisé par les maçons, Paris, C. Volland, 1788 ;
- Le Tribun du peuple, ou, Recueil des lettres de quelques électeurs de Paris avant la Révolution de 1789, Paris, Impr. du Cercle social, 1789 ;
- La Bouche de Fer 1790-1791, Reprint Paris : EDHIS, 1981, 7 vol. ;
- Histoire de l'Europe moderne : depuis l'irruption des peuples du Nord dans l'Empire romain, jusqu'à la paix de 1783, 3 vol. Paris ; Genève, [s.n.], 1789-1792 ;
- Nicolas Bonneville, électeur du département de Paris aux véritables amis de la liberté, Paris, Impr. du Cercle social, 1976, 1791 ;
- De l'esprit des religions : ouvrage promis et nécessaire à la Confédération universelle des amis de la vérité, Paris, Impr. du Cercle social, 1792 ;
- La poésies de Nicolas Bonneville, Paris, Imprimerie du Cercle social, 1976, 1793 [lire en ligne] ;
- Le Vieux tribun du peuple, Paris, Imprimerie du Cercle Social, 1793 ;
- L'hymne des combats : hommage aux armées de la république, Paris, Imprimerie-Librairie du Cercle social, 1976, 1797.